# 빅토리아 딜러드
빅토리아 딜러드(Victoria Dillard, 1969년 9월 20일 ~ )는 미국의 전 배우이다.
뉴욕에서 태어났다.
2005년 38살의 나이에 파킨슨병 진단을 받은 뒤 파킨슨병 연구의 필요성을 알리는 운동을 하고 있다.

## 출연 작품

### 영화
- 구혼 작전 (1988)
- 유혹은 밤 그림자처럼 (1990)
- 닉크 (1991)
- 딥 커버 (1992)
- 초보 형사 JJ (1994, The Glass Shield)
- 나이트메어 시티 (1994, Killing Obsession)
- The Best Man (1999)
- Tara (2001)
- 알리 (2001)

### 텔레비전
- 스타 트렉: 더 넥스트 제너레이션 (1987)
- 사인펠드 (1993)
- 시카고 메디컬 (1994)
- L.A. 로 (1994)
- 이야기 도시 (1996-2000)
- 로앤오더: 범죄 전담반 (2004)
- 로앤오더: 뉴욕 특수수사대 (2007)
- 언유주얼즈 (2009)